# سیارک ۴۶۶۴۴
سیارک ۴۶۶۴۴ (به انگلیسی: 46644 Lagia، نامگذاری:1995OF) چهل و شش هزار و ششصد و چهل و چهارمین سیارک کشف شده‌است که در ۱۹ ژوئیه ۱۹۹۵ کشف شد.